# ザカルパッチャ州

ザカルパッチャ州
Закарпатська область

ザカルパッチャ州、ザカルパート州（ザカルパッチャしゅう、ザカルパートしゅう、ウクライナ語: Закарпатська область ザカルパーツィカ・オーブラスチ）は、ウクライナの最も西に位置する州である。州都はウージュホロド。州名は、州の位置する地域の伝統的な名称からとられた。
歴史的にカルパティア・ルテニアと呼ばれた地域の主要部である。

## 歴史
この地域は、ウクライナ人が多く住む地方であり、西ウクライナの一部でもあった。しかし、カルパティア山脈という障壁により、オーストリア帝国、ポーランド王国、ハンガリー王国、チェコスロバキア共和国などウクライナと異なる国家に統治され続けた。
9世紀ごろにはモラヴィア王国、10世紀以降にはブルガリア帝国、12世紀にはウラジーミル2世モノマフによりキエフ大公国、13世紀にはベーラ4世によってハンガリー王国の版図に組み込まれた。このため、カルパティア・ルテニアは聖イシュトヴァーンの王冠の地の一つとして、ハンガリーの固有の領土であると認識されるようになった。
16世紀からはハンガリーはハプスブルク帝国の統治下となったが、まもなくオスマン帝国の支配下となった。18世紀以降はオーストリア帝国の一部として統治された。オーストリア＝ハンガリー帝国の成立後は帝国内のハンガリー王国の一部として統治された。ハンガリー王国時代には、ベレグ、ウング、ウゴチャ、マーラマロシュ、シャーロシュ、ゼンプレーン各県の一部の地域となった。
1918年、第一次世界大戦でオーストリア＝ハンガリー帝国が敗北し、ロシア帝国もロシア革命で崩壊したため、帝国支配下の民族が分離独立を始めた。フーストを拠点にするウクライナ人とルシン人の勢力は西ウクライナ人民共和国に合流し、ドニプロ地方に成立したウクライナ人民共和国との合同を企図した。しかし、ポーランド・ウクライナ戦争により西ウクライナ人民共和国はポーランドに敗れ、結局合同は実現しなかった。サン＝ジェルマン条約とトリアノン条約の結果、越カルパート地域はチェコスロバキアの領域になった。
チェコスロバキア時代には資本主義経済が発達した。ミュンヘン会談後にカルパート・ウクライナはチェコスロバキア内での自治が認められた。そして、軍事組織「カルパート・シーチ」が設置されるなど、この地域のウクライナ化が進められた。
1939年3月15日には、選挙によって圧倒的な支持を得たセイム（議会）がカルパート・ウクライナの完全な国家的独立を宣言した。セイムは憲法を採択し、国号を「カルパート・ウクライナ」と定め、国家体制を「大統領制共和国」とし、公用語をウクライナ語に定めた。国旗と国章、国歌はウクライナの伝統的な青・黄旗とトルィズーブ「ウクライナは滅びず」とされた。大統領にはアウグスティーン・ヴォローシンが就任した。しかし、3日後の3月18日にはカルパート・ウクライナはハンガリー軍によってほとんどの領域を占拠され、国家首脳部はルーマニアへ亡命、国は亡びた。「カルパート・シーチ」は同年5月まで武力闘争を続けたが敗れた。
第二次世界大戦末期の1944年11月にはソビエト連邦軍がナチス・ドイツとハンガリーを破り、かつてのカルパート・ウクライナの地域はザカルパート・ウクライナの国号のもと、独立を宣言した。しかし、この国家はソヴィエト・ウクライナと合併することになり、1945年7月には消滅した。1946年にはウクライナ・ソヴィエト社会主義共和国に併合された。
ソビエト連邦の崩壊に伴い、同地は新しく成立したウクライナの一部となった。当初はウクライナを離脱しチェコスロバキアへの再併合を求める声もあったが、チェコスロバキアがチェコ共和国とスロバキアに分裂したため議論されなくなった。しかし、2008年にはムカチェウォにてルシン人の民族主義政党が「近カルパト・ルーシ共和国（ポトカルパーツカヤ・ルーシ共和国）」のウクライナからの独立を宣言するなど、現在でも「ウクライナ人」と異なる民族意識を持つ勢力が多く存在する特異な地域となっている。
ハンガリーのオルバーン・ヴィクトル政権は、ザカルパッチャ州でハンガリー人が多く住む自治体へ財政支援を行っており、ハンガリーの国旗が掲揚されている地域もある。    

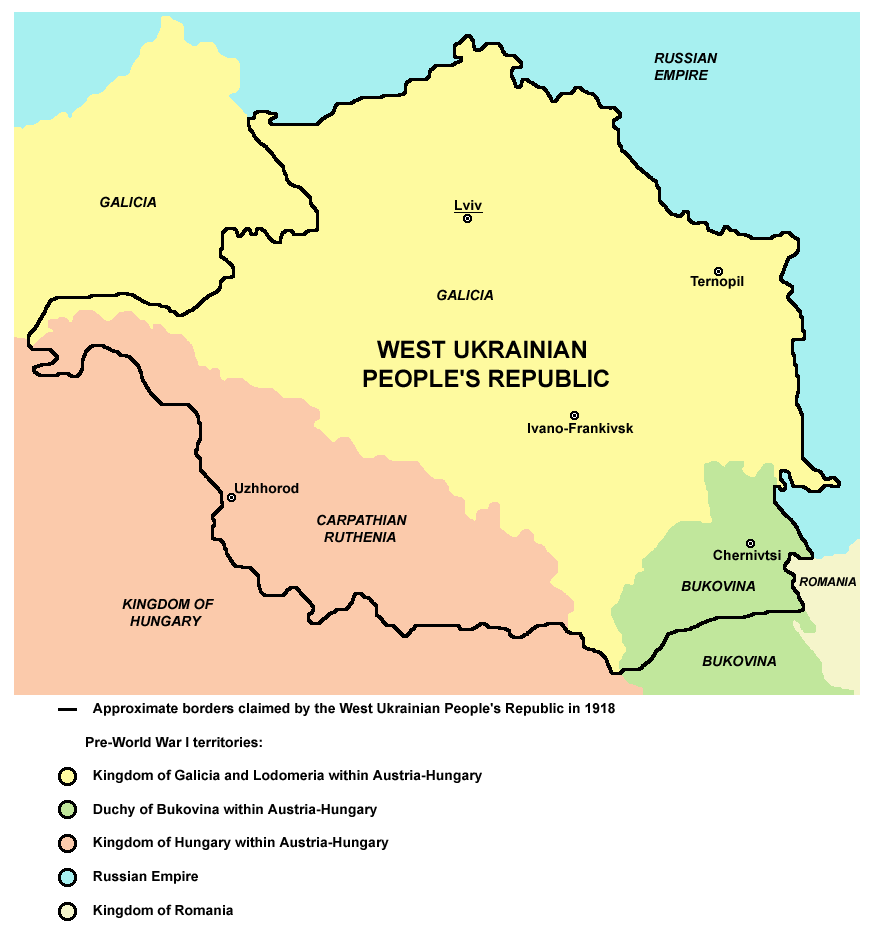
西ウクライナ人民共和国の地図
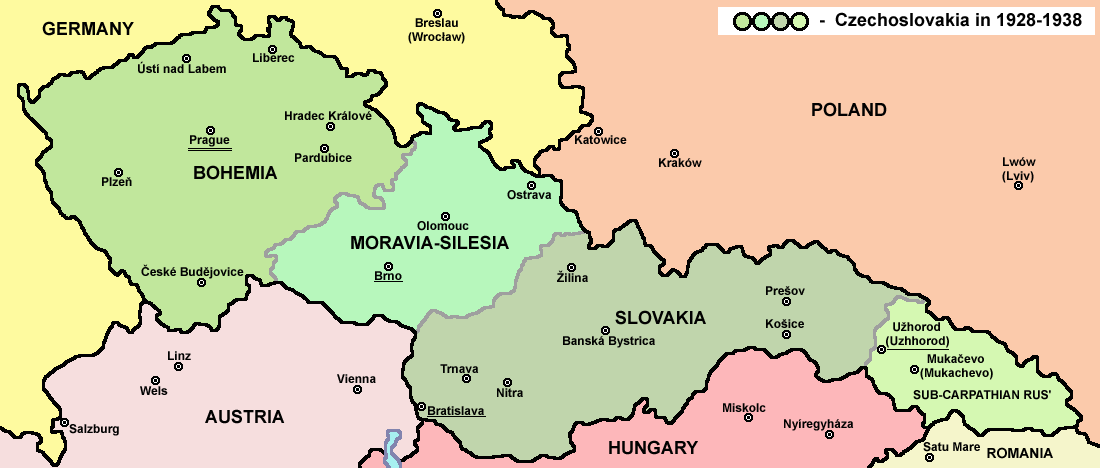
戦間期のチェコスロバキア共和国の地図
チェコスロバキアにおけるカルパティア・ルテニア

## 地理
ザカルパッチャ州はウクライナの最西端にあり、カルパティア山脈の南西斜面と麓に位置する。この地域の80%はカルパティア山脈などの山地で占められ、平地（ザカルパッチャ低地）は20%しかない。この州にある標高2,061 mのホヴェールラ山はウクライナ最高峰である。
面積は12,777 km²で、ウクライナの他の州に比べて小さい。ザカルパッチャ州はウクライナの領土の2.1％を占めている。

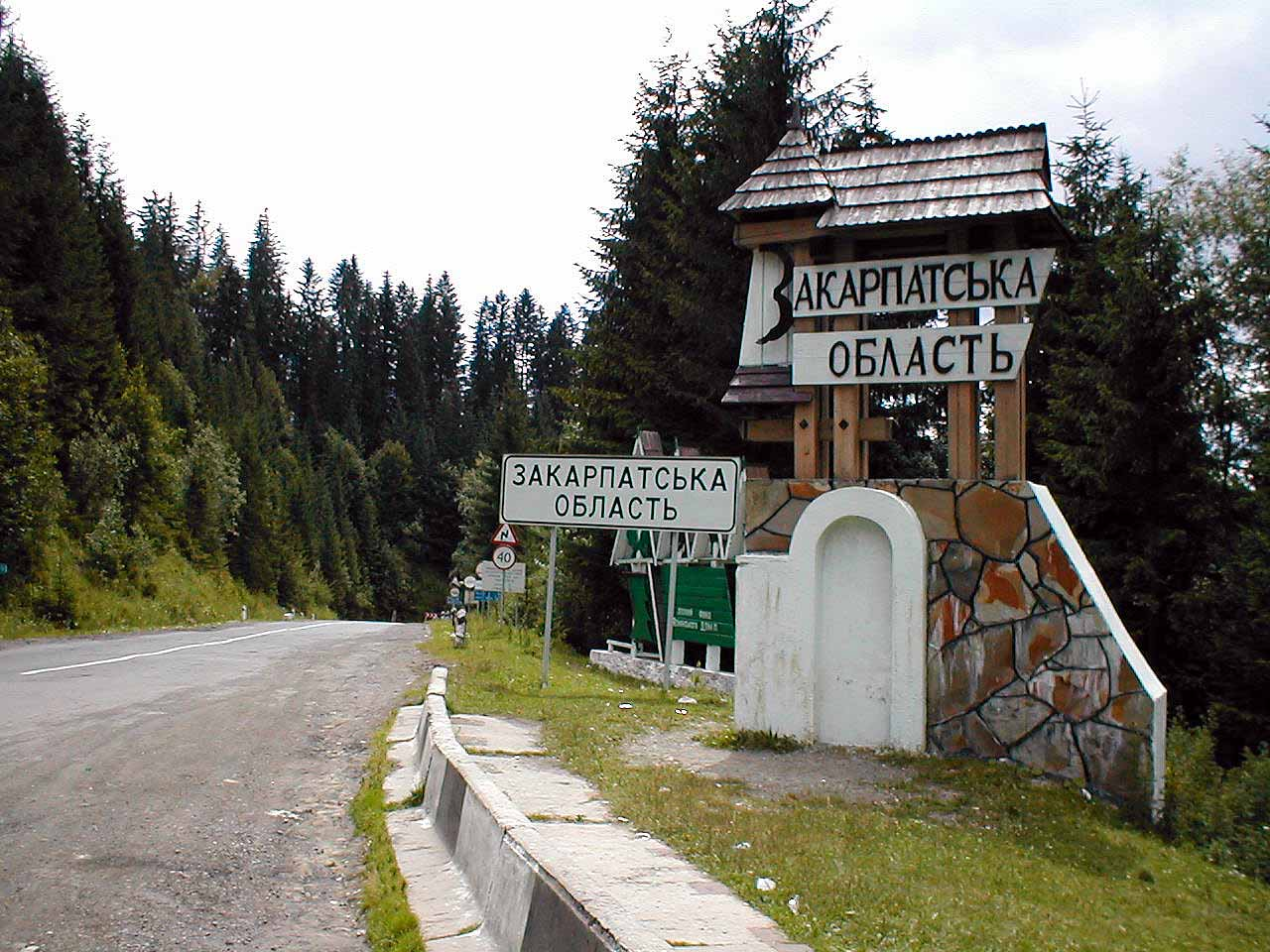
イワノ＝フランキウシク州との境界に位置するヤブルニツィキー峠。標高931 m

ザカルパッチャ州は、東はイワノ＝フランキウシク州に、北はリヴィウ州に接する。また、4か国と国境を接しており、北西にポーランド、西にスロバキア、南西にハンガリー、南にルーマニアがある。

## 行政区画
従来、ザカルパッチャ州は13のラヨン（地区）に分かれていたが、2020年の地方行政改革によりこの区分は廃止され、新たに6ラヨンに区分されることとなった。また、この改革により、ラヨンの下位行政区分としてフロマーダ（領域共同体）が創設され、各ラヨンはさらにフロマーダで細分されることとなった。
| 名称             | 行政庁所在地 | 人口    | 面積       |
| ---------------- | ------------ | ------- | ---------- |
| ベレホヴェ地区   | ベレホヴェ   | 206,696 | 1460.2 km² |
| ムカチェウォ地区 | ムカチェウォ | 251,145 | 2056.5 km² |
| ラヒウ地区       | ラヒウ       | 82,034  | 1843.7 km² |
| テャチウ地区     | テャチウ     | 183,756 | 1873.9 km² |
| ウジホロド地区   | ウジホロド   | 256,103 | 2362.4 km² |
| フスト地区       | フスト       | 265,845 | 3180.3 km² |

## 人口
ザカルパッチャ州の人口はウクライナの総人口の約2.6%を占めているが、2021年の人口は推定約125万人で、2020年（約125万3000人）から0.6%の減少となった。
この地域の人口は、1950年代から1960年代に平均13,600人/年という大幅な増加を見せた。その後も人口増加は続いたが、その増加の幅は次第に小さくなっていった。そして、1995年にはザカルパッチャ州で初めて人口減少が記録され、その後の7年間で30,400人の減少となった。2009年には人口が増加に転じたが、2015年に再び減少に転じ、2022年現在も減少傾向が続いている。
ザカルパッチャ州の住民の62.9%は農村部に住んでいる。この地域の各村の平均人口は14,000人で、全ウクライナ平均の7,000人の倍である。また、人口の5分の1が山岳地帯に居住する。

### 統計
2001年のウクライナ国勢調査によれば、ザカルパッチャ州の人口構成は次のとおりである。
| 順位 | 人種         | 人数      | 割合    |
| ---- | ------------ | --------- | ------- |
| 1    | ウクライナ人 | 1,010,127 | 72.51%  |
| 2    | ハンガリー人 | 151,516   | 20.08%  |
| 3    | ルーマニア人 | 32,152    | 2.56%   |
| 4    | ロシア人     | 30,993    | 2.47%   |
| 5    | ロマ人       | 14,004    | 1.12%   |
| 6    | スロバキア人 | 5,695     | 0.45%   |
| 7    | ドイツ人     | 3,582     | 0.29%   |
| 8    | ベラルーシ人 | 1,540     | 0.12%   |
| 9    | ユダヤ人     | 565       | 0.05%   |
| 10   | ポーランド人 | 518       | 0.04%   |
|      | その他       | 3,922     | 0.31%   |
|      | 合計         | 1,254,614 | 100.00% |

また、母語別の人口構成は次のようになっている。
| 順位 | 言語         | 割合    |
| ---- | ------------ | ------- |
| 1    | ウクライナ語 | 81.0%   |
| 2    | ハンガリー語 | 12.7%   |
| 3    | ロシア語     | 2.9%    |
| 4    | ルーマニア語 | 2.6%    |
| 5    | ロマ語       | 0.2%    |
| 5    | スロバキア語 | 0.2%    |
| 5    | ドイツ語     | 0.2%    |
|      | その他       | 0.2%    |
|      | 合計         | 100.00% |

## 発電
ザカルパッチャ州は年間20億 kWh の電力を消費している。この地域の水力発電所は年間1億2000万 kWhから1億6000万 kWh（総消費量の6％から8%）を生産しているが、山地が多いため水力発電資源はウクライナで最も高く、その量は102億 kWhに達するとされる。なお、技術的に実現可能な最大発電量は35億 kWhであるという。

## 犯罪
2012年の人口1万人あたりの犯罪発生件数は45.7件で、そのうち17.7件が重大犯罪であった。

## 交通

### 鉄道
ザカルパッチャ州の鉄道は総延長580 km（狭軌のものを除く）に達する。

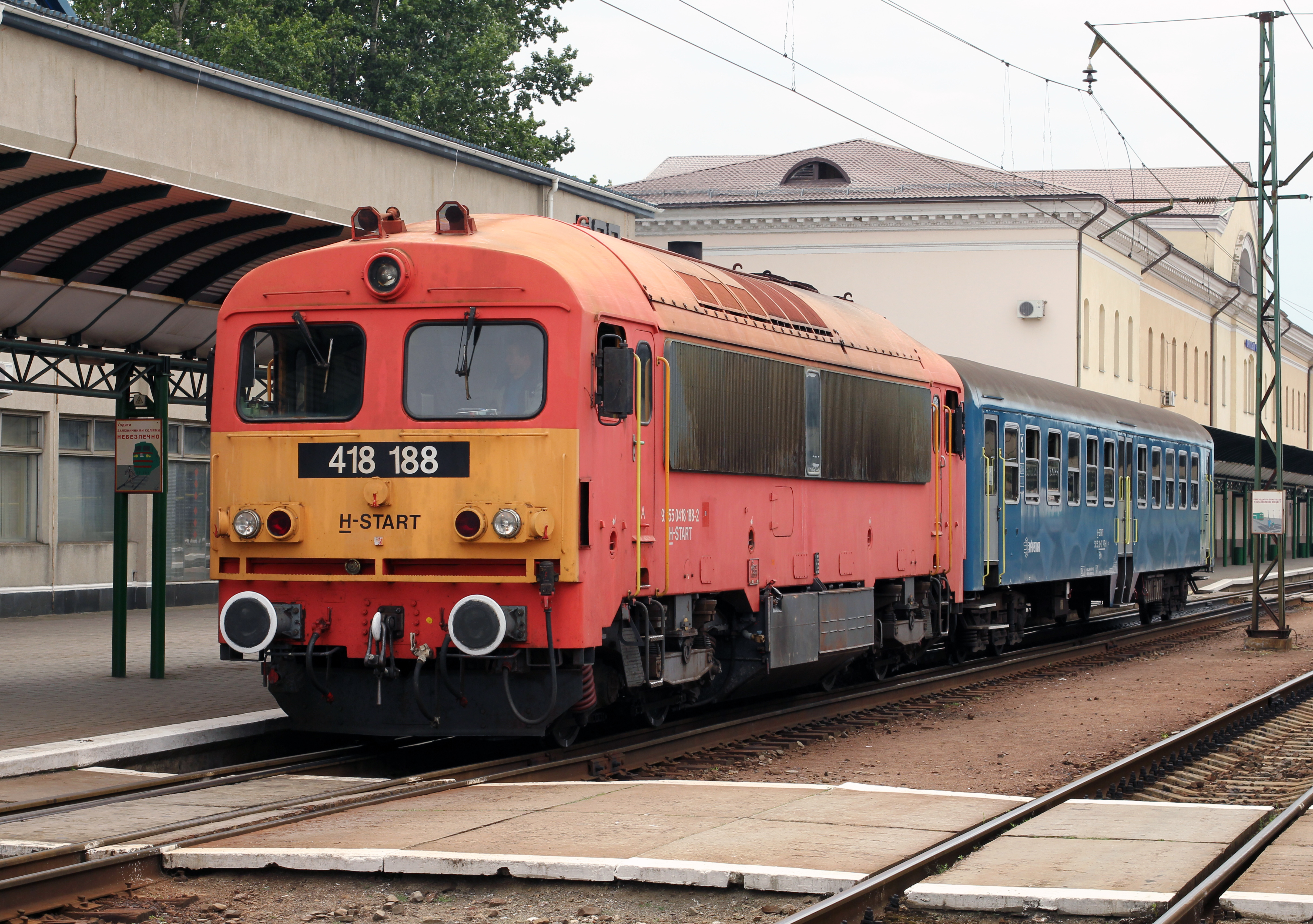
チョープ駅に停車中のハンガリーのディーゼル機関車

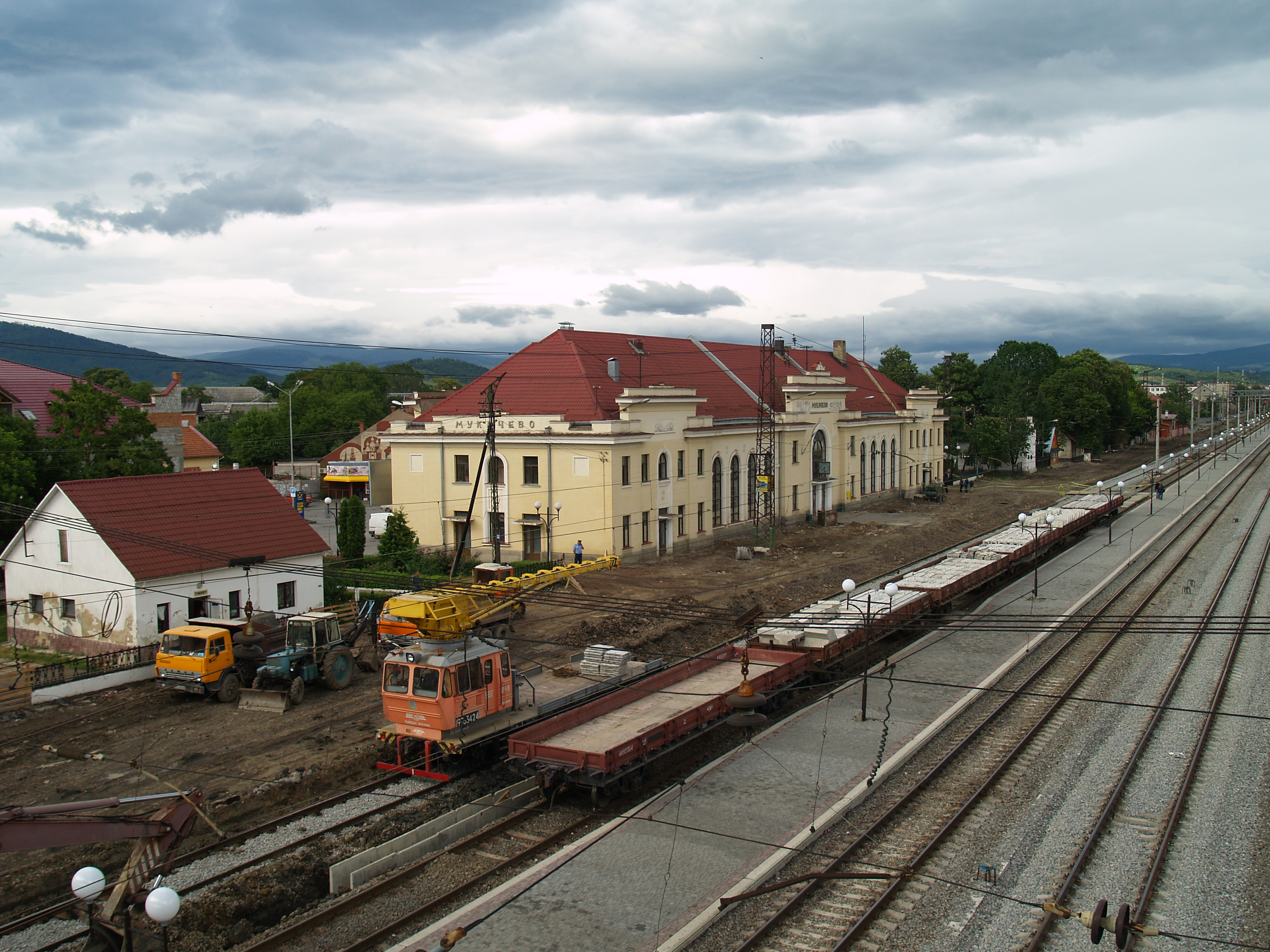
ムカチェウォ駅

現在ザカルパッチャ州で最も重要な鉄道は、ハンガリーから国境を跨いでウクライナに入り、チョープ市、ウジホロド市、ムカチェウォ市を通ってリヴィウ州へつながる横断鉄道路線で、これはヴェネツィアとキーウを結ぶ汎ヨーロッパ回廊5号線の一部である。このうちザカルパッチャ州とリヴィウ州の間にあるカルパティア山脈を貫通するため1886年に建設されたベスキディトンネルは、単線用に設計されており使用できなくなったため、2018年に複線対応の新ベスキディトンネルが建設された。貨物・旅客ともに主要な交通はこの鉄道を通過し、ウジホロドとリヴィウ、キーウなどを結ぶウクライナ国内の都市間列車だけでなく、ハンガリー、スロバキア、オーストリアなどとウクライナを結ぶ国際列車も多数運行している。
次に重要なのは、チョープ市からウジホロド市、ヴェリキー＝ベレズニー町を通ってリヴィウ州へ繋がる鉄道路線である。この鉄道は単線で、主にスロバキアにある冶金工場へ鉄鉱石を輸送する貨物列車が利用する。
また、チョープ市からベレホヴェ市、ヴィノフラディウ市、フスト市、テャチウ市、ソロトヴィノ町を通ってヴェリキー＝ビチキウ町までを結ぶ縦断鉄道もある（ソロトヴィノ−ヴェリキー＝ビチキウ間は2023年現在休止中）。 現在ではその重要性は薄れているが、1920年から1945年までは主要な幹線鉄道であった。また、ほとんどの区間が単線・非電化である。
このほか、ディロヴェ村からラヒウ市、ヤスィニャ町を通ってイワノ＝フランキウシク州に繋がる鉄道がある。この鉄道は単線・非電化であるが、2014年以降その重要性が増しており、ディーゼルの普通列車だけでなく、ラヒウとキーウ、オデーサ、ハルキウを結ぶ長距離列車も数多く運行されている。
なお、ヴェリキー＝ビチキウ町とディロヴェ村の間には鉄道がないため、ラヒウ地区の一部は、ウジホロドをはじめザカルパッチャ州の他の地域と鉄道で直接接続していない。

### 自動車交通
自動車交通は鉄道網を補完するものと位置付けられている。主な道路には次のようなものがある。
- 高速道路M06：チョープ（英語版） - ウジホロド - ムカチェウォ（英語版） - スワリャワ - リヴィウ州
- 高速道路P53：ウジホロド - ペレチン（英語版） - リヴィウ州
- 高速道路H09：ムカチェウォ（英語版） - フスト（英語版） - テャチウ（英語版） - ラヒウ（英語版） - イワノ＝フランキウシク州

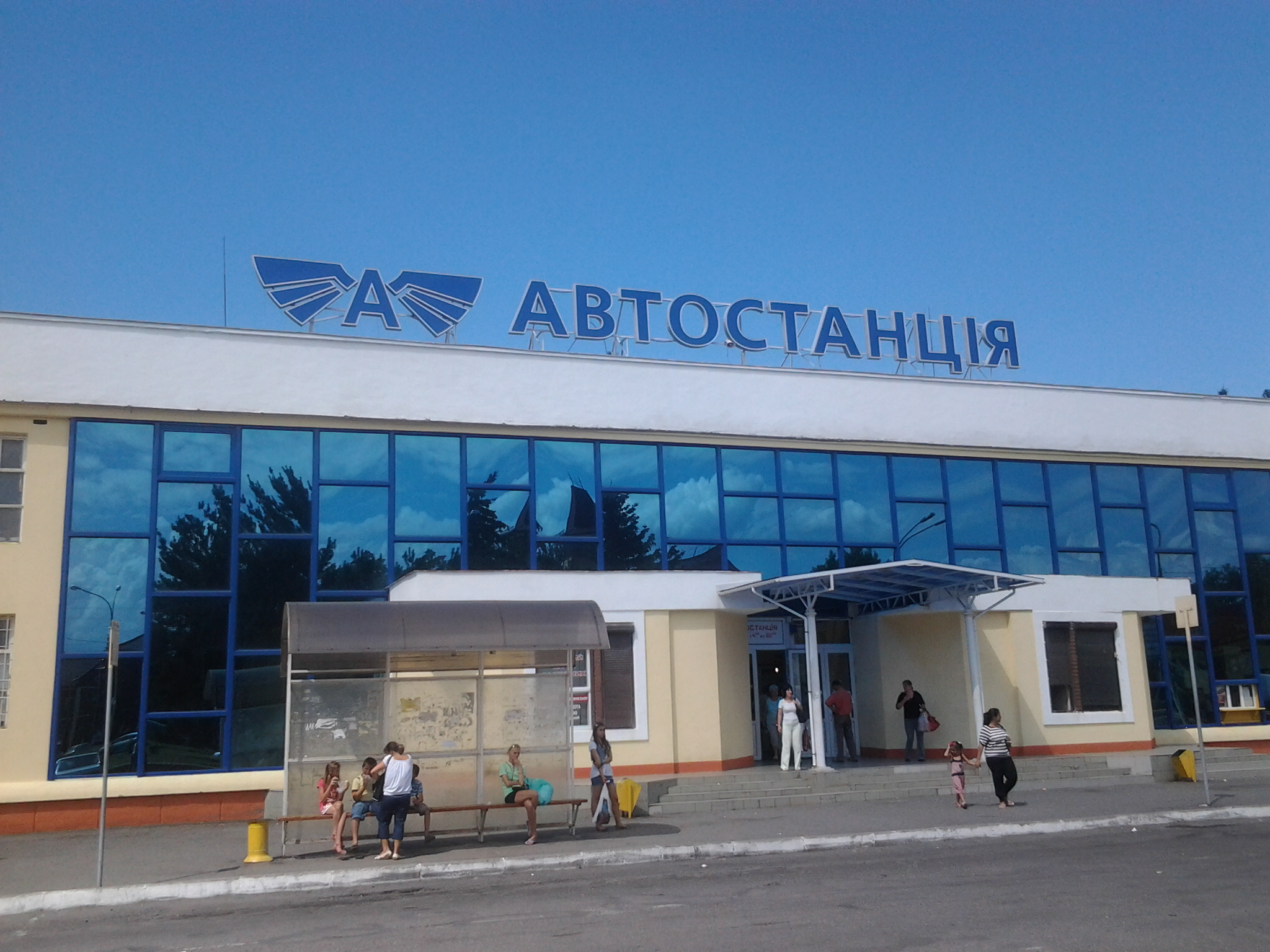
ウジホロドのバス停留所

公共の道路交通には州が運行するバスと民間のタクシーがある。

### その他の交通
ザカルパッチャ州の都市には電気を動力とする交通機関がなく、ウジホロドはトロリーバスや路面電車のないウクライナの唯一の州都である。
また、ウジホロドにはウジホロド国際空港があるが、2022年ロシアのウクライナ侵攻により使用停止中である。

## 出身者
- ユーリー・ヴェネーリン - ウクライナ人の歴史家
- ミルトン・フリードマンの両親 - アメリカ出身のユダヤ系経済学者
- ロバート・マックスウェル（ヤーン・ルドヴィーク・ホッホ、ホッホ・ヤーノシュ・ラヨシュ） Robert Maxwell - イギリスのビジネスマン。ユダヤ系
- ムンカーチ・ミハーイ - ハンガリーの画家